# Löwenbrücke (Bamberg)
Die Löwenbrücke in Bamberg überquert den rechten Regnitzarm, der hier gleichzeitig ein Teil des Main-Donau-Kanals ist, und verbindet die Innere Löwenstraße mit der Äußeren Löwenstraße und damit die Inselstadt mit der Gärtnerstadt.
Schifffahrtstechnisch gesehen steht sie bei MDK-km 4,822 und hat eine Durchfahrtshöhe von 6,75 m.

## Beschreibung
Die 105 m lange und 23,3 m breite Löwenbrücke hat drei Fahrspuren, durch Markierungen abgetrennte Radwege und beidseitig durch einen Zwischenraum getrennte, 3 m breite Gehwege.                                                
Sie wurde zwischen 2007 und 2009 im Rahmen des Brückenprojekt 2010 genannten Verfahrens als erste Zügelgurtbrücke Bambergs gebaut. An den Spitzen ihrer vier auf den Uferwegen stehenden Pylonstiele sind wie bei einer Schrägseilbrücke doppelte schräge Stahlstangen verankert, an denen die Brückentafel hängt. Die Gehwege sind auf auskragenden Stahlkonsolen im Abstand von 1,55 m an der Brückentafel befestigt. In dem Zwischenraum stehen die Pylonstiele, gleichzeitig schützt er die Fußgänger vor dem Verkehr. In den Pylonköpfen sind Strahler zur Beleuchtung der Brücke eingebaut, über denen sich als Erkennungszeichen ein nachts hell erleuchteter Kasten befindet. Der Fahrbahnträger besteht aus einem Verbund aus drei stählernen Längsträgern und in regelmäßigen Abständen angeordneten Querträgern mit einer darüber liegenden Betonplatte.